# Uloola brevis
Uloola brevis är en stekelart som beskrevs av Ian D. Gauld 1984. Uloola brevis ingår i släktet Uloola och familjen brokparasitsteklar. Inga underarter finns listade i Catalogue of Life.